# 高橋憲昭
高橋 憲昭（たかはし のりあき、1982年7月26日 - ）は、日本の元陸上競技選手。専門は長距離種目。
茨城県立鉾田第一高校、中央大学卒業。富士重工（2005年 - 2009年）・エスビー食品（2009年 - 2013年）を経て、DeNA Running Club（2013年 - 2019年）に所属。チームの二代目キャプテンを務めた。

## 経歴
- 大学時代は中央大学の主力選手として駅伝･インカレなどで活躍。大学4年時の第81回箱根駅伝では花の2区を担当。1区を走ったのはスーパールーキーとして期待された上野裕一郎だったが足の痙攣により大失速し、先頭から3分30秒以上、1つ前を行く大学からも1分以上遅れた19位で高橋にタスキが渡った。高橋は前を行く大学との大差をものともせず快調に飛ばし区間3位(日本人2位)の好走で15位まで順位を上げ上野の出遅れをカバー。2区で悪い流れを断ち切った中央大学は最終的に総合4位まで順位を上げることに成功した。なお、当時の中央大学陸上部の監督である田幸寛史とは大学卒業後もヱスビー食品･DeNAで師弟関係を結ぶことになる[1]。
- 大学卒業後富士重工に就職。マラソンでの活躍を目指したがなかなか叶わず、大学時代の師である田幸のヱスビー食品監督就任を追うように2009年にヱスビー食品に移籍。マラソンデビューはヱスビー食品在籍中に果たせたものの、大きな成果は上げられぬまま2013年3月のヱスビー食品陸上部廃部が決定してしまう[2]。
- ヱスビー食品陸上部廃部後、受け皿となったDeNA Running Clubに瀬古利彦・田幸といったスタッフ陣や、中央大学の後輩でもあった上野裕一郎らとともに移籍[3]。
- 創部の翌年の2014年、DeNA Running Clubは、ヱスビー食品は2001年以降出場していなかったニューイヤー駅伝に初出場。[4]高橋は5区を担当し、4区の上野裕一郎と中央大学時代以来9年ぶりにタスキリレーをした。高橋は5区を区間7位と好走したが、チームは総合17位、高橋以外の日本人選手は全員区間順位二桁[5]と成果を上げることはできなかった[6]。その後高橋は、エース区間4区を走り区間29位の大ブレーキを起こしたDeNA Running Club初代キャプテン上野からキャプテンを引き継いだ。高橋はこの年の3月の第69回びわ湖毎日マラソンで2時間12分04秒の記録で7位入賞、12月の第68回福岡国際マラソンでは2時間12分00秒の記録で自己記録更新とマラソンでも良い結果を残している。
- 2015年、チームとして昨年のリベンジをかけて臨んだニューイヤー駅伝で高橋は前年同様5区を担当。入賞圏内の5位でタスキを受け、一時は中国電力の出岐雄大に抜かれたものの再度抜き返し順位をキープしてタスキをつないだ。その後DeNAは1つ順位を落としたものの、創部2年目にして6位入賞を果たした[7]。高橋は翌2016年のニューイヤー駅伝でも3年連続となる5区を担当。区間4位とDeNA入社後最も良い区間順位で走り、チームも前年の6位を上回る5位入賞を果たした[8]。

## 自己ベスト
- 5000m :13分45秒21
- 10000m ：28分20秒54
- ハーフマラソン：1時間02分41秒
- マラソン：2時間12分00秒